# NGC 2129
NGC 2129 là một cụm sao mở trong chòm sao Song Tử. Nó có khoảng cách góc là 2,5 arcminutes và xấp xỉ 2,2 ± 0,2 kpc (~ 7.200 năm ánh sáng) từ Mặt trời bên trong nhánh xoắn ốc cục bộ. Ở khoảng cách đó, kích thước góc của cụm tương ứng với đường kính khoảng 10,4 năm ánh sáng. NGC 2129 là một cụm rất trẻ có tuổi ước tính khoảng 10 triệu năm.
Nhóm này bị chi phối bởi hai ngôi sao loại B gần gũi, HD 250289 (B2III) và HD 250290 (B3I). Với hai ngôi sao có chung chuyển động và vận tốc hướng tâm giống nhau, có khả năng hai ngôi sao tạo thành một hệ sao đôi.